# Symplocos migoi
Symplocos migoi är en tvåhjärtbladig växtart som beskrevs av H. Nagamasu. Symplocos migoi ingår i släktet Symplocos och familjen Symplocaceae. Inga underarter finns listade i Catalogue of Life.